# Mądrość krwi
Mądrość krwi (ang. Wise Blood) – amerykańsko-niemiecki film fabularny w nurcie Southern Gothic z 1979 roku w reżyserii Johna Hustona. Film nakręcono w Macon.

## Fabuła
Młody, wykształcony i ambitny, ale także bezrobotny mieszkaniec Południa Stanów Zjednoczonych, Hazel, zamierza zostać kaznodzieją we własnym kościele.

## Obsada
- Brad Dourif jako Hazel Motes
- John Huston jako dziadek
- Harry Dean Stanton jako Asa Hawks
- Dan Shor jako Enoch Emory
- Ned Beatty jako Hoover Shoates
- Amy Wright jako Sabbath Lily
- William Hickey jako kaznodzieja

i inni

## Głosy krytyków
Adaptacja powieści cenionej pisarki katolickiej, wyreżyserowana z maestrią przez J. Hustona, umiejętnie łączy tony dramatyczne i komediowe, jednak z przewagą nuty zimnej i bezlitosnej, w podkreślającej ludzkie osamotnienie optyce głębi ostrości.